# Fugging (Horní Rakousy)
Fugging (do roku 2020 Fucking) je malá osada (asi 108 obyvatel) v obci Tarsdorf v okrese Braunau v historické hornorakouské čtvrti Innviertel v Horním Rakousku poblíž hranic s Bavorskem. Nachází se poblíž měst Salcburk a Tittmoning. 

## Název
Osada se od roku 1070 do roku 2020 jmenovala Fucking, po bavorském šlechtici ze 6. století jménem Focko. Přípona „ing“ ve staré němčině znamená „lidé“, takže Fucking v tomto případě znamená „místo Fockových lidí“. Podle jiných zdrojů je jméno odvozeno od Adalperta von Vucckingena, který zde měl žít až v 11. století. Proslulost si osada získala díky anglickému významu slova „fucking“, které je mimo jiné i vulgární formou pro vyjádření pohlavního styku.

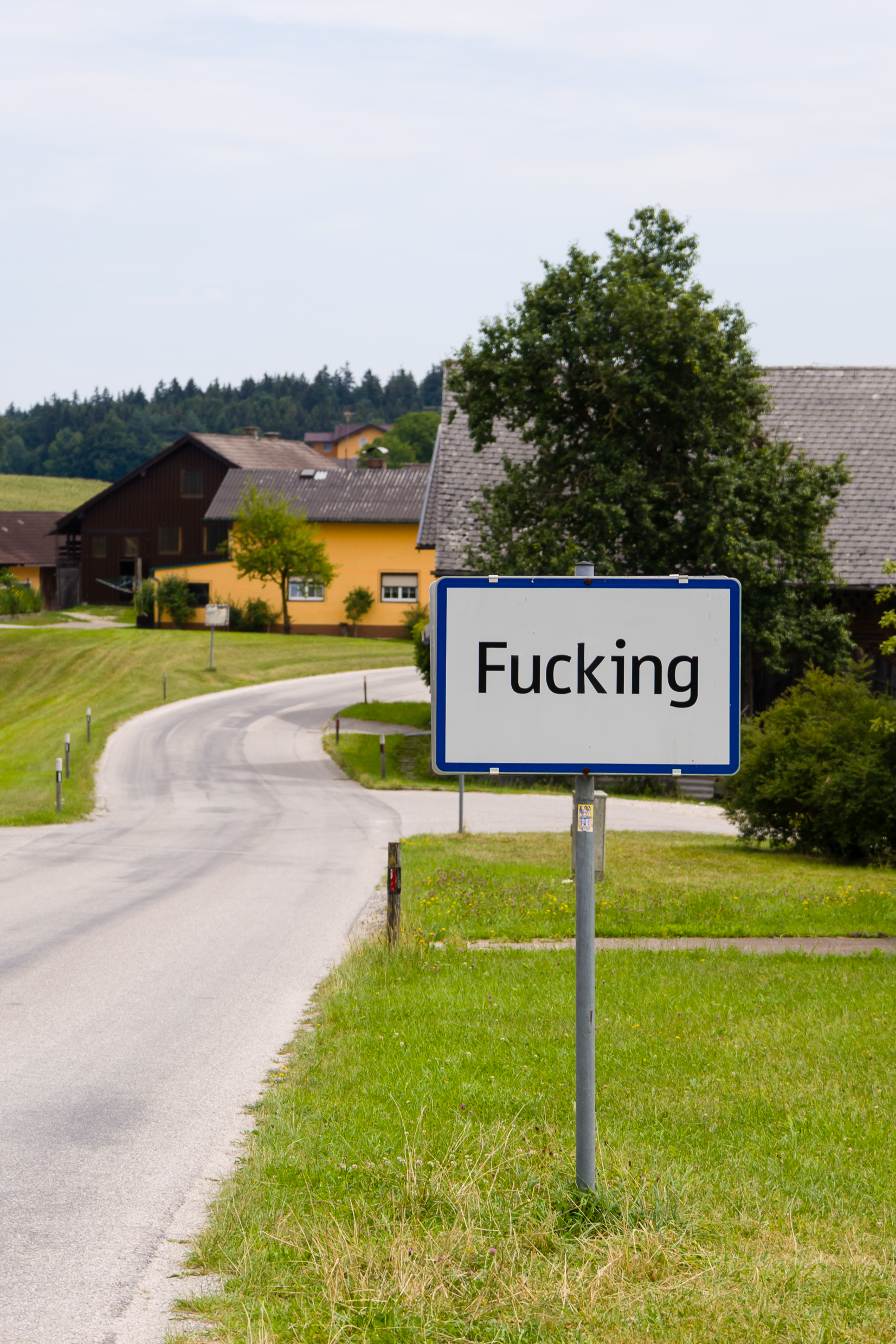
Dřívější dopravní značka na začátku obce

Nejznámější místem osady byla dopravní značka s jejím jménem, u které se fotili turisté z celého světa. Někdy svoji návštěvu spojovali také s 20 km vzdáleným bavorským Pettingem či o něco vzdálenějším Kissingem. Značka byla vlivem kuriózního jména osady také častým terčem krádeží.
Vzhledem ke značným výdajům za nové dopravní značky a rozpakům nad jménem se v osadě konalo v roce 2004 referendum o změně jejího názvu, obyvatelé však hlasovali pro jeho zachování. V roce 2005 bylo učiněno další opatření proti krádežím, když byla cedule přivařena k ocelové tyči a ta zapuštěna do betonových základů. Ale ani poté se cedule ztrácet nepřestaly. V roce 2012 britská média spekulovala o možném přejmenování, tehdejší starosta Tarsdorfu Franz Meindl to však popřel.
Rada obce Tarsdorf na svém zasedání 17. listopadu 2020 odhlasovala změnu oficiálního názvu osady na Fugging s účinností od 1. ledna 2021. Podle starostky Tarsdorfu Andrei Holznerové po změně názvu došlo k uklidnění nežádoucího turistického ruchu. Někteří obyvatelé však s přejmenováním nesouhlasili a vytvořili petici s názvem „Make Fucking Great Again“, pro nějž se inspirovali heslem kampaně amerického prezidenta Donalda Trumpa „Make America Great Again“ (Učiňme Ameriku opět velikou/skvělou).